# Gert Raschke

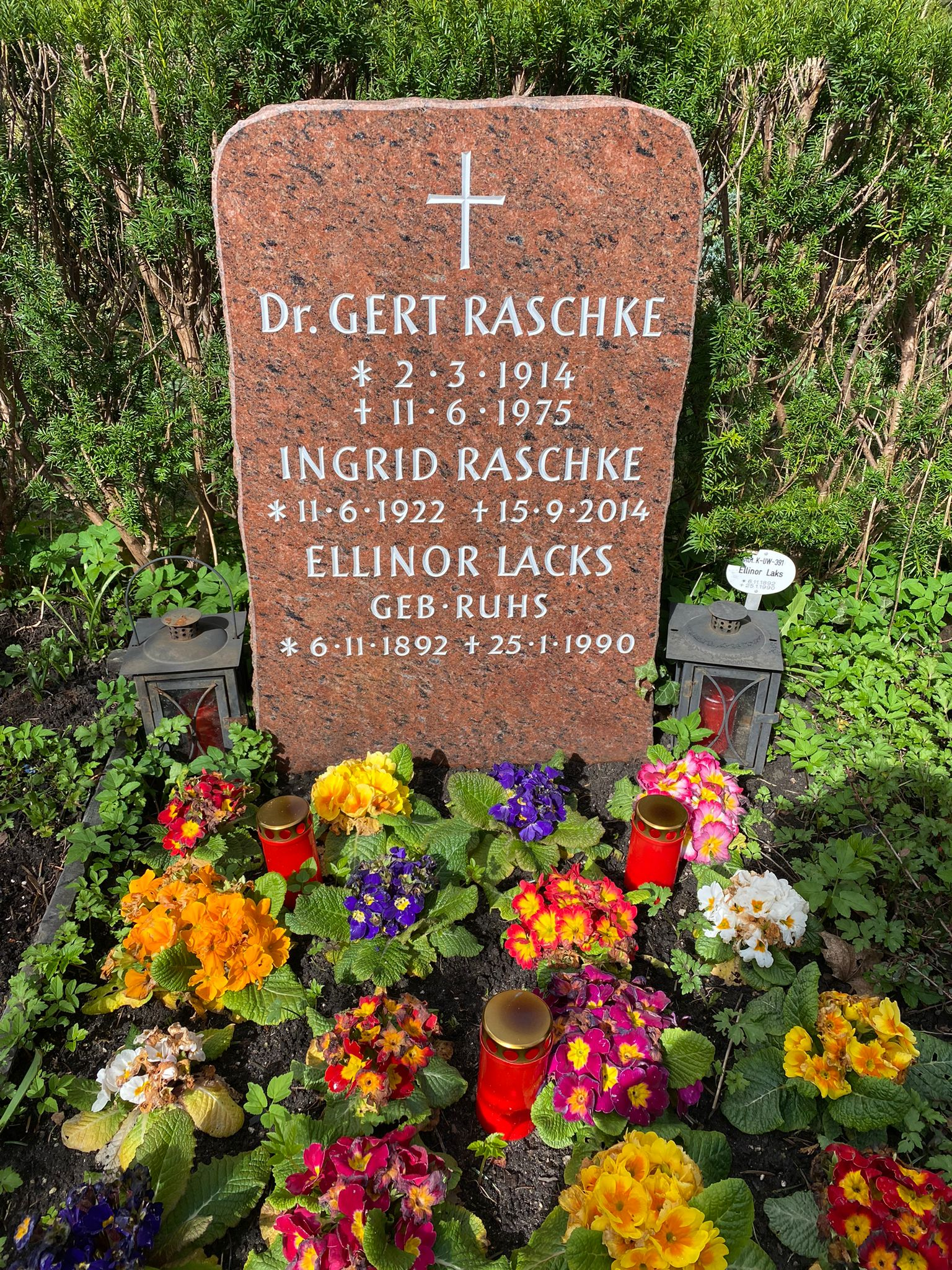
Grabstätte auf dem Friedhof Schmargendorf

Gert Raschke (* 2. März 1914 in Sankt Petersburg; † 11. Juni 1975 in Berlin) war ein deutscher Bundesrichter.

## Leben
Als SS-Mitglied war er im Generalgouvernement eingesetzt.
Am 30. Januar 1959 wurde er als Bundesrichter an das Bundesverwaltungsgericht berufen. Als Mitglied des Corps Concordia Rigensis starb er mit 61 Jahren im Amt.
Gert Raschke ruht auf dem Friedhof Schmargendorf (Abt. K-UW-391).

## Schriften
- Verwaltung und Verwaltungsgerichtsbarkeit. Bremen 1956.